# Nederlandene (historisk område)
 For alternative betydninger, se Nederlandene (flertydig). (Se også artikler, som begynder med Nederlandene)
Nederlandene som historisk begreb var det område, der i dag omfatter staterne Nederlandene, Belgien, Luxembourg, de nuværende franske dele af Flandern omkring Lille samt grevskabet Artois.
I 1400- og 1500-tallet var de nederlandske områder sluttet sammen i en personalunion (De sytten provinser).
52°N 5°Ø / 52°N 5°Ø